# Lacanau
Lacanau település Franciaországban, Gironde megyében. Lakosainak száma 5389 fő (2022. január 1.). Lacanau Carcans, Brach, Le Porge, Sainte-Hélène és Saumos községekkel határos.

## Népesség
A település népességének változása:
| Lakosok száma | 1846 | 1961 | 2405 | 4105 | 4527 | 4577 | 4914 | 5070 | 5064 | 5389 |
|               | 1968 | 1982 | 1990 | 2006 | 2013 | 2015 | 2017 | 2019 | 2020 | 2022 |